# Галімпекс
ТзОВ Фірма «Галімпекс — Склодзеркальний завод» — українське підприємство легкої промисловості, розташоване у Львові, яке зайняте у галузі виробництва скла та виробів з нього.

## Історія
Підприємство засноване у 1946 році. У 1993 році приватизоване.

## Діяльність
Завод займається виробництвом ялинкових прикрас, побутового скла та дзеркал.
Підрозділом підприємства є Клавдіївська фабрика ялинкових прикрас.